# Gradie
Gradie (ukr. Граддя, Hraddia) – wieś na Ukrainie, w obwodzie wołyńskim, w rejonie kamieńskim. Liczy 575 mieszkańców.
W XIX w. wieś skarbowa Hradje, Hrady w gminie Kołki powiatu łuckiego guberni wołyńskiej, 79 domów, 591 mieszkańców, cerkiew.
5 i 6 lipca 1916 wieś Grady była polem bitwy stoczonej przez I batalion 3 pułk piechoty Legionów Polskich z armią rosyjską. Wyróżnił się w tej bitwie ówczesny chorąży Aleksander Kędzior.
Na mapie taktycznej Polski z 1922 (arkusz Kołki) jako Grady, natomiast na wydaniu z 1926 jako Hrady.
W 1936 wieś i gromada Gradje w gminie Kołki powiatu łuckiego województwa wołyńskiego.
Do 2020 w rejonie maniewickim.